# Turn It Up (T.O.P의 노래)
Turn It Up (한국어: 턴 잇 업)은 대한민국의 음악 그룹 빅뱅의 T.O.P의 첫 번째 디지털 싱글 앨범이다. 2010년 6월 15일 오후경 티저 영상을 공개하였다. 이 곡은 2010년 1월, 개최 된 빅뱅의 단독 콘서트 'BIG SHOW 2010'에서 선공개되었고, 6월 23일 발매될 '2010 빅 쇼 라이브 음반' 발매에 앞서 디지털 싱글로 먼저 음원을 공개했으며, 음원과 뮤직비디오는 6월 21일 온라인 음원사이트를 통해 공개되었다.

## 트랙 리스트
| #  | 제목           | 작사  | 작곡         | 편곡  | 재생 시간 |
| -- | -------------- | ----- | ------------ | ----- | --------- |
| 1. | 〈Turn It Up〉 | T.O.P | TEDDY, T.O.P | TEDDY | 3:32      |